# Hwang Kyung-seon
Hwang Kyung-seon (koreanisch 황경선; * 21. Mai 1986) ist eine südkoreanische Taekwondoin. Sie konnte im Mittelgewicht zwei Medaillen bei Olympischen Spielen und drei bei Weltmeisterschaften gewinnen.
Hwang startet seit 2002 bei internationalen Wettkämpfen. Bei der Juniorenasienmeisterschaft 2003 in Ho-Chi-Minh-Stadt gewann sie in der Klasse bis 63 Kilogramm ihren ersten Titel. Sie qualifizierte sich für die Olympischen Spiele 2004 in Athen. Nach einer Niederlage im Viertelfinale erkämpfte sie sich über die Hoffnungsrunde die Bronzemedaille. In den folgenden Jahren dominierte Hwang im Mittelgewicht die internationalen Titelkämpfe. Sie gewann bei der Weltmeisterschaft 2005 in Madrid und 2007 in Peking jeweils den Titel, im Finale schlug sie beide Male Gwladys Épangue. Auch bei den Asienspielen 2006 in Doha war sie erfolgreich, bei der Asienmeisterschaft 2006 in Bangkok gewann sie zudem Silber. Hwang nahm 2008 in Peking an ihren zweiten Olympischen Spielen teil. Sie zog ins Finale ein, wo sie Karine Sergerie knapp bezwang und erstmals Olympiasiegerin wurde.
Nach den Spielen nahm sie Hwang eine längere Auszeit vom Taekwondo. Erst zur Weltmeisterschaft 2011 in Gyeongju kehrte sie auf die internationale Bühne zurück. Sie gewann mit Bronze eine weitere WM-Medaille, nachdem sie das Halbfinale erreichte, dort jedoch gegen Sarah Stevenson ausschied. Bei der Asienmeisterschaft 2012 in Ho-Chi-Minh-Stadt errang Hwang Silber. Sie konnte sich bei der Qualifikation für die Olympischen Spiele 2012 in London mannschaftsintern gegen Kim Mi-kyung durchsetzen und somit ihre dritte Olympiateilnahme sicherstellen. In London gelang es ihr, den Olympiasieg zu wiederholen, wobei sie im Finale die Türkin Nur Tatar mit 12:5 Punkten schlug.